# Tarundeep Rai
Tarundeep Rai (Namchi, 22 de febrero de 1984) es un deportista indio que compitió en tiro con arco, en la modalidad de arco recurvo. Ganó dos medallas en el Campeonato Mundial de Tiro con Arco al Aire Libre, en los años 2005 y 2019.

## Palmarés internacional
| Campeonato Mundial al Aire Libre | Campeonato Mundial al Aire Libre | Campeonato Mundial al Aire Libre | Campeonato Mundial al Aire Libre |
| Año                              | Lugar                            | Medalla                          | Prueba                           |
| -------------------------------- | -------------------------------- | -------------------------------- | -------------------------------- |
| 2005                             | Madrid (España)                  | Medalla de plata                 | Equipo                           |
| 2019                             | 's-Hertogenbosch (Países Bajos)  | Medalla de plata                 | Equipo                           |